# السلسلة العظيمية
السلسلة العظيمية بالاردو: سلسلہء عظیمیہ هي طريقة صوفية منتشرة في الباكستان أوجدها قلندر بابا أولياء سنة 1960، ويرأسها حاليا خواجة شمس الدين عظيمي.
هدف الطريقة هو نشر تعاليم محمد رسول الإسلام لخدمة «الله وعباده».

## الاعتقادات
يعتقد أتباع السلسلة أن التطور العلمي يساهم في ابتعاد البشر عن الدين والله، ولهذا تتبنى هذه الطريقة طرق منهجية علمية في تفسير الروحانيات.
أعلن مؤسس الطريقة قلندر بابا أولياء أنه استلم موافقة من الرسول محمد نفسه قبل أن ينشيء الطريقة في تموز عام 1960. ولمؤسسه ارباطات ب-21 طريقة صوفية أخرى كما أسس إحدى عشر طريقة أخرى.
تعتمد الطريقة العظيمية على مبدأين أساسيين في تعاليمها وهي التجمعية سالوك والنشوة جزب.
تختلف هذه الطريقة عن غيرها من الطرق الصوفية بأن لا مريدين لها، حيث أن اتباعها يتسمون ب«الأصدقاء» بدلا عن ذلك. كما أن اتبعها مطالبون بالتأمل من أجل التنور في أمور الدين.

## الأنتشار
هناك حاليا أكثر من سبعين مرزا لهذه الطريقة منتشرة في الباكستان والعالم. كما تتميز مراكزهم بعدم اقتصارها على الذكور وحسب.

## روابط
- Sufism and the 'modern' in Islam، Martin van Bruinessen, Julia Day Howell
- Azeemia Foundation
- Azeemia Roohani Library Online
- موقع السلسلة العظيمية بالعربية